# Air Gemini
Air Gemini – angolska linia lotnicza z siedzibą w Luandzie.

## Flota
- 5 Boeing 727-100C
- 3 McDonnell Douglas DC-9-30
- 1 Boeing 727-200